# Tonkotsu ramen
I tonkotsu ramen ( 豚骨ラーメン ?,  tonkotsu rāmen ), sono un tipo di ramen originari di Fukuoka, in Giappone. Il piatto è considerato una specialità dell'isola di Kyūshū e in particolare di Fukuoka, dove è noto come Hakata ramen.

## Preparazione
La pasta è costituita da chūkamen di frumento serviti in brodo fatto con ossa di maiale (tonkotsu) e altri ingredienti tra cui cipolla, aglio, cipollotti, zenzero, zampe e lardo di lombata di maiale, ossa di pollo cucinato in precedenza e olio di arachidi. Il brodo viene lasciato bollire a fuoco lento per diverse ore fino a quando diventa denso e viene quindi filtrato con cura.
Il brodo ottenuto si può conservare nel congelatore fino a un mese. La fase finale di cottura consiste nell'aggiungere al brodo che bolle il condimento da scegliere tra sale, salsa di soia, tahina, pesto d'aglio e salsa di peperoncino. Per ultimo vengono aggiunte fette di pancetta brasata o arrostita e la pasta, lasciata a bollire alcuni minuti facendo in modo che rimanga al dente.

## Servizio in tavola
Al momento di servire vengono aggiunti nel piatto mezzo uovo sodo, negi, alga nori, olio all'aglio, semi di sesamo e una combinazione di spezie nota come shichimi togarashi comprendente il pepe.